# Bomolocha purpuralis
Bomolocha purpuralis är en fjärilsart som beskrevs av William Schaus 1904. Bomolocha purpuralis ingår i släktet Bomolocha och familjen nattflyn. Inga underarter finns listade i Catalogue of Life.